# Damolândia
Damolândia este un oraș în Goiás (GO), Brazilia.